# Мел Мартінес
Мелькіадес Рафаель «Мел» Мартінес (англ. Melquíades Rafael «Mel» Martínez; нар. 23 жовтня 1946, Сагва ла Гранде, Куба) — американський політик, належить до Республіканської партії. Він був головою Національного комітету Республіканської партії з січня по жовтень 2007 року і членом Сенату США з 2005 по 2009 рік. Міністр житлового будівництва і міського розвитку США з 2001 по 2003. Мартінес належить до Католицької церкви.
Закінчив Університет штату Флорида, отримав ступінь у галузі права (1973) і займався юридичною практикою в місті Орландо.